# Magister equitum
Magister equitum или командант коњице је био ванредни магистрат у Римској републици. Био је замјеник диктатора.
Команданта коњице је именовао диктатор при ступању на дужност. За разлику од диктатора кога су пратила 24 ликтора, команданта коњице је пратило 6 ликтора. Дужност команданта коњице је укинуо Марко Антоније (44. п. н. е.) заједно са дужношћу диктатора.